# Jürgen Loibl
Jürgen Loibl ist ein ehemaliger deutscher Basketballnationalspieler und Sportwissenschaftler.

## Laufbahn
Ab dem Spieljahr 1963/64 gehörte Loibl zur Herrenmannschaft des USC Heidelberg, nachdem er kurz davor mit der A-Jugend des Vereins den zweiten Platz bei der Deutschen Meisterschaft belegt hatte. 1966 wurde er mit der Herrenmannschaft des USC deutscher Meister, ab 1969 war er Mannschaftskapitän. Nach dem Gewinn des deutschen Meistertitels 1966 war Loibl mit der Heidelberger Mannschaft im Europapokal der Landesmeister vertreten. Im Dezember 1966 war er bei der 88:93-Niederlage gegen Real Madrid mit 21 Punkten der beste Korbschütze des USC.
1972 wechselte Loibl zum Heidelberger Bundesliga-Konkurrenten MTV Wolfenbüttel. Mit der Wolfenbütteler Mannschaft trat Loibl auch im Europapokal an. Er wurde am Institut für Sportwissenschaft an der Technischen Universität Braunschweig als wissenschaftlicher Mitarbeiter tätig, 1978 promovierte er, der Titel seiner Dissertation war „Biomechanische Untersuchung der Freiwurfbewegung im Basketball“.
In den Jahren 1984 und 1985 hatte er an der Universität Hamburg eine Professur für Sportwissenschaft im Arbeitsbereich Bewegung und Training inne. Ab 1985 war Loibl an der Technischen Universität München als Professor im Fachgebiet Sportpädagogik beschäftigt. Im Rahmen seiner wissenschaftlichen Tätigkeit standen die Bereiche Wahrnehmung und Bewegung sowie Vermittlung von Sportspielen im Vordergrund. 2001 veröffentlichte er das Buch „Basketball – Genetisches Lehren und Lernen“, in dem er „ein neues Modell der Einführung in das Sportspiel Basketball“ beschrieb. Ende März 2010 ging er in den Ruhestand.

### Nationalmannschaft
Zwischen 1964 und 1971 bestritt Loibl 22 A-Länderspiele für die Bundesrepublik Deutschland und gehörte im Herbst 1971 zum BRD-Aufgebot für die Europameisterschaft.